# 초대받은 사람들
초대받은 사람들은 1981년 공개된 대한민국의 영화이다. 동아흥행에서 제작한 영화로 1981년 제20회 대종상 최우수작품상을 수상하였다.

## 배역
- 이영하
- 원미경
- 박암
- 남성훈

## 수상
- 1981년 제20회 대종상[1][2]
  - 최우수작품상
  - 미술상 - 송백규
  - 음악상 - 최창권
  - 특별상(연기) - 김지영